# La llamada (pel·lícula de 1965)
La llamada és una pel·lícula de terror romàntic espanyola en blanc i negre del 1965 dirigida per Javier Setó, coautor del guió amb Paulino Rodríguez Díaz. Fou produïda per Sidney W. Pink, un dels "pares" del 3D. Va ser el primer paper protagonista d'Emilio Gutiérrez Caba.

## Argument
Una parella de joves estudiants de medicina, l'espanyol Pablo i la francesa Dominique, tenen trobades furtives i clandestines romàntiques. Es prometen amor etern a un cementiri, jurant amb terra a les mans que el primer que mori tornarà de la mort per visitar l'altre. Després ella torna a França, on mor en un accident aeri. Desesperat, ell la cerca i és testimoni de fets paranormals.

## Repartiment
- Emilio Gutiérrez Caba - Pablo
- Carlos Lemos - Profesor Urrutia
- Paco Morán - Jacques Monceau
- Tota Alba - Sra. Monceau
- Dyanik Zurakowska - Dominique

## Recepció
Un crític va dir que la pel·lícula "està desproveïda de xocs evidents, però té una llarga atmosfera i tensió que s'aconsegueix lentament fins a un clímax estrany".